# Estació de Tonyà
L'estació de Tonyà fou una estació ferroviària de la línia de Barcelona a Portbou, situada a la entitat de població de Tonyà, a la part est del municipi alt-empordanès de Garrigàs. Des del 2007 ja no presta servei, ja que no hi ha viatgers potencials al seu entorn.

## Situació ferroviària
Establerta a 52,9 metres d'altitud, l'estació de Tonyà està situada al punt quilomètric (PK) 64.571 de la línia de Barcelona a Portbou, entre les estacions de Vilamalla i de Sant Miquel de Fluvià. Aquesta estació no va tenir mai edifici i, per tant, només només en queden andanes, que es conserven.

## Història
El baixador de Tonyà va entrar en servei en un punt molt allunyat de qualsevol nucli habitat, al mig del camp. Realment és molt curiós que just allà s'hi instal·lés una estació; molt possiblement l'amo de les terres properes devia tenir influències per aconseguir una cosa com aquesta. El baixador estava format per les dues vies generals amb andanes laterals. Antigament devia haver tingut alguna mena d'edificació a la dreta de les vies (mirant cap a Figueres) i les andanes disposaven de la il·luminació típica de l'època, de la qual encara se'n poden veure restes.
A la Guia Regional de Ferrocarrils de Catalunya de juny de 1934 només hi havia un tren en cada sentit que hi parava. A la Guia Renfe d'horaris de trens de 1975, hi havia dos trens en cada sentit que s'hi aturaven.